# Jason Evers
Jason Evers, pseudonimo di Herbert Evers (New York, 2 gennaio 1922 – Los Angeles, 13 marzo 2005), è stato un attore statunitense.

## Filmografia parziale

### Cinema
- Sparate a vista (Pretty Boy Floyd), regia di Herbert J. Leder (1960)
- Il cervello che non voleva morire (The Brain That Wouldn't Die), regia di Joseph Green (1962)
- Facce per l'inferno (P.J.), regia di John Guillermin (1968)
- Quando l'alba si tinge di rosso (A Man Called Gannon), regia di James Goldstone (1968)
- Berretti verdi (The Green Berets), regia di John Wayne e Ray Kellogg (1968)
- L'uomo illustrato (The Illustrated Man), regia di Jack Smight (1969)
- Fuga dal pianeta delle scimmie (Escape from the Planet of the Apes), regia di Don Taylor (1971)
- A Piece of the Action, regia di Sidney Poitier (1977)
- Barracuda, regia di Harry Kerwin (1978)
- Stuff - Il gelato che uccide (The Stuff), regia di Larry Cohen (1985)
- Basket Case 2, regia di Frank Henenlotter (1990)

### Televisione
- The Philco Television Playhouse – serie TV, 2 episodi (1949-1950)
- Studio One – serie TV, 2 episodi (1951)
- The Phil Silvers Show – serie TV, 9 episodi (1955-1959)
- Wrangler – serie TV, 6 episodi (1960)
- Cheyenne – serie TV, 2 episodi (1960-1961)
- Surfside 6 – serie TV, episodio 2x01 (1961)
- Laramie – serie TV, 3 episodi (1961-1962)
- Perry Mason – serie TV, 3 episodi (1961-1964)
- Bonanza – serie TV, 2 episodi (1961-1967)
- Bus Stop – serie TV, episodio 1x16 (1962)
- Gunsmoke – serie TV, 3 episodi (1962-1964)
- Channing – serie TV, 26 episodi (1963-1964)
- Branded – serie TV, episodio 1x03 (1965)
- La grande vallata (The Big Valley) – serie TV, 2 episodi (1965-1968)
- Il ladro (T.H.E. Cat) – serie TV, episodio 1x01 (1966)
- Squadra speciale anticrimine (The Felony Squad) – serie TV, episodi 1x21-3x12 (1967-1968)
- Il grande teatro del West (The Guns of Will Sonnett) – serie TV, 13 episodi (1967-1969)
- Star Trek – serie TV, episodio 3x11 (1968)
- Mannix – serie TV, 5 episodi (1968-1973)
- Giovani avvocati (The Young Lawyers) – serie TV, episodio 1x00 (1969)
- Missione impossibile (Mission: Impossible) – serie TV, 4 episodi (1969-1973)
- Hawaii Squadra Cinque Zero (Hawaii Five-O) – serie TV, 3 episodi (1969-1979)
- Cannon – serie TV, 4 episodi (1971-1974)
- Happy Days – serie TV, 3 episodi (1978)
- La signora in giallo (Murder, She Wrote) – serie TV, episodio 1x13 (1985)